# Дикерсон Сити (Флорида)
Дикерсон Сити (енгл. Dickerson City) насељено је место без административног статуса у америчкој савезној држави Флорида.

## Демографија
По попису из 2010. године број становника је 146.
| Група             | 2000.    | 2010.       |
| Белци             | 0 (0,0%) | 132 (90,4%) |
| Афроамериканци    | 0 (0,0%) | 4 (2,7%)    |
| Азијати           | 0 (0,0%) | 0 (0,0%)    |
| Хиспаноамериканци | 0 (0,0%) | 6 (4,1%)    |
| Укупно            | 0        | 146         |